# 伊藤康一

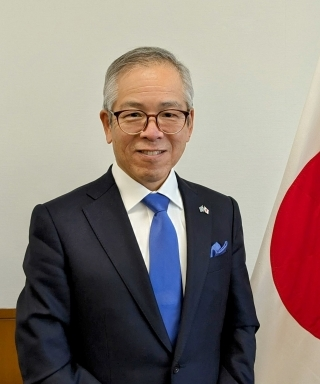
在ギリシャ日本国大使館ウェブページより（令和6年4月）

伊藤 康一（いとう こういち、1959年〈昭和34年〉9月16日 - ）は、東京都出身の日本の外交官。
在広州総領事、在中華人民共和国大使館特命全権公使、在ホノルル総領事、駐ニュージーランド大使などを経て、2024年1月から、駐ギリシャ大使を務める。

## 略歴
- 1984年3月　東京大学法学部第三類卒業
- 1984年4月　外務省入省
- 1999年3月　在中華人民共和国日本国大使館 一等書記官
- 2001年1月　在中華人民共和国日本国大使館 参事官
- 2001年6月　総合外交政策局軍備管理軍縮課生物・化学兵器禁止条約室長
- 2003年8月　総合外交政策局国際社会協力部地球環境課長
- 2004年8月　大臣官房国際社会協力部地球環境課長
- 2005年8月　財団法人交流協会台北事務所総務部長
- 2008年8月　アジア大洋州局地域政策課長
- 2010年7月　在マレーシア日本国大使館 公使
- 2012年5月　在広州日本国総領事館 総領事
- 2015年4月　在中華人民共和国日本国大使館 公使
- 2016年11月　在中華人民共和国日本国大使館在勤 特命全権公使
- 2017年9月　在ホノルル日本国総領事館 総領事
- 2020年10月　ニュージーランド国駐箚 特命全権大使
- 2021年2月　兼クック国ニウエ国駐箚
- 2024年1月　ギリシャ国駐箚 特命全権大使

## 同期
- 有吉勝秀（23年コスタリカ大使・20年エルサルバドル大使）
- 礒正人（22年クロアチア大使・18年デュッセルドルフ総領事）
- 伊藤直樹（24年ベトナム大使・19年バングラデシュ大使・17年シカゴ総領事）
- 今村朗（23年セルビア大使・20年ジョージア大使・23年セルビア大使）
- 岩井文男（20年サウジアラビア大使・15年イラク大使）
- 大森茂（17年セネガル大使・15年法務省名古屋入国管理局長）
- 岡田隆（20年アフガニスタン大使）
- 岡庭健（24年アラブ首長国連邦大使・21年ケニア大使）
- 菊田豊（21年ネパール大使・18年ナイジェリア大使）
- 下川眞樹太（22年フランス、アンドラ大使・19年ベルギー大使・17年大臣官房長・16年国際文化交流審議官）
- 杉山明（24年ノルウェー大使・21年特命全権大使（国際テロ対策・組織犯罪対策協力担当）・18年スリランカ大使・17年儀典長・15年内閣審議官・13年山形県警察本部長）
- 鈴木哲（19年インド大使・17年総合外交政策局長・16年国際情報統括官）
- 竹若敬三（21年北極担当大使・19年ラオス大使）
- 千葉明（22年バチカン大使、19年ASEAN大使・16年ロサンゼルス総領事）
- 梨田和也（19年タイ大使・17年国際協力局長）
- 藤山美典（22年スイス兼リヒテンシュタイン大使）
- 藤原直（21年エディンバラ総領事）
- 正木靖（23年インドネシア大使・20年EU大使・17年欧州局長）
- 森下敬一郎（21年エクアドル大使・17年コロンビア大使）
- 山上信吾（20年オーストラリア大使・18年経済局長・17年国際情報統括官）
- 山田洋一郎（22年モルドバ大使・20年立命館アジア太平洋大学アジア太平洋学部教授（出向）・17年シアトル総領事）
- 山野内勘二（22年カナダ大使・18年ニューヨーク総領事・16年経済局長）